# Robert Hauk

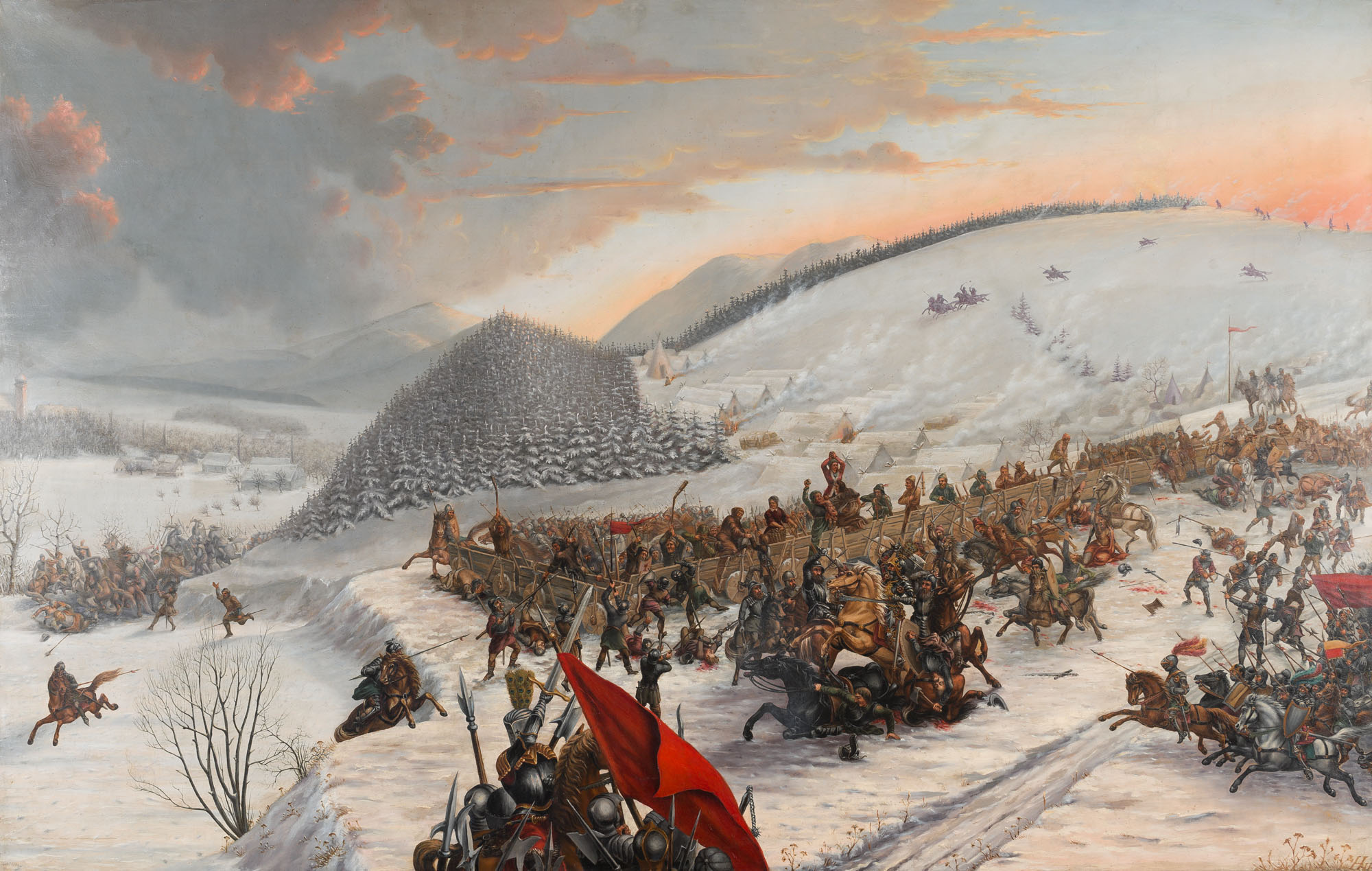
Robert Hauk, Bitwa pod Czerwoną Górą

Robert Hauk (ur. 1837 w Lasówce koło Dusznik-Zdroju, zm. 1895 w Kłodzku) – niemiecki malarz-samouk, leśnik z zawodu, uczestnik wojny prusko-austriackiej (1866) i wojny francusko-pruskiej (1870–1871).
Uprawiał głównie malarstwo portretowe i religijne. Jego najsłynniejszym dziełem była Bitwa pod Czerwoną Górą, która obecnie znajduje się w zbiorach Muzeum Ziemi Kłodzkiej. Obraz powstał w 1894, na zamówienie księdza Ernsta Mandela z Jaszkowej Dolnej. Wcześniej autor malowidła przeprowadził specjalne siedmioletnie studia archiwalne w Pradze nad uzbrojeniem husytów i rycerstwa śląskiego. Jedna z prac Hauka znajduje się w kościele misyjnym trapistów w Marianhill koło Durbanu w Południowej Afryce.